# Exochus taigensis
Exochus taigensis là một loài tò vò trong họ Ichneumonidae.